# Земне яблуко

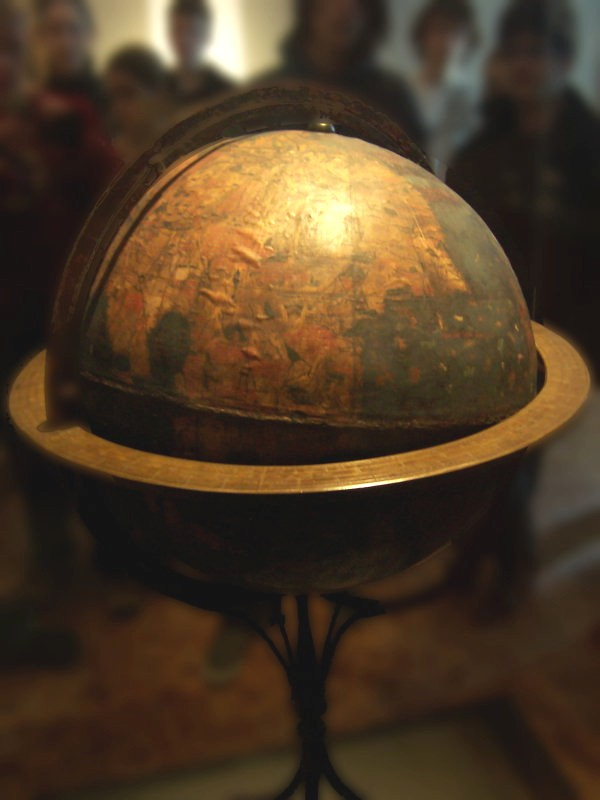
Глобус Бегайма

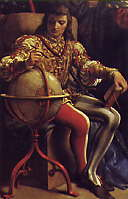
Мартін Бегайм зі своїм «Земним яблуком»

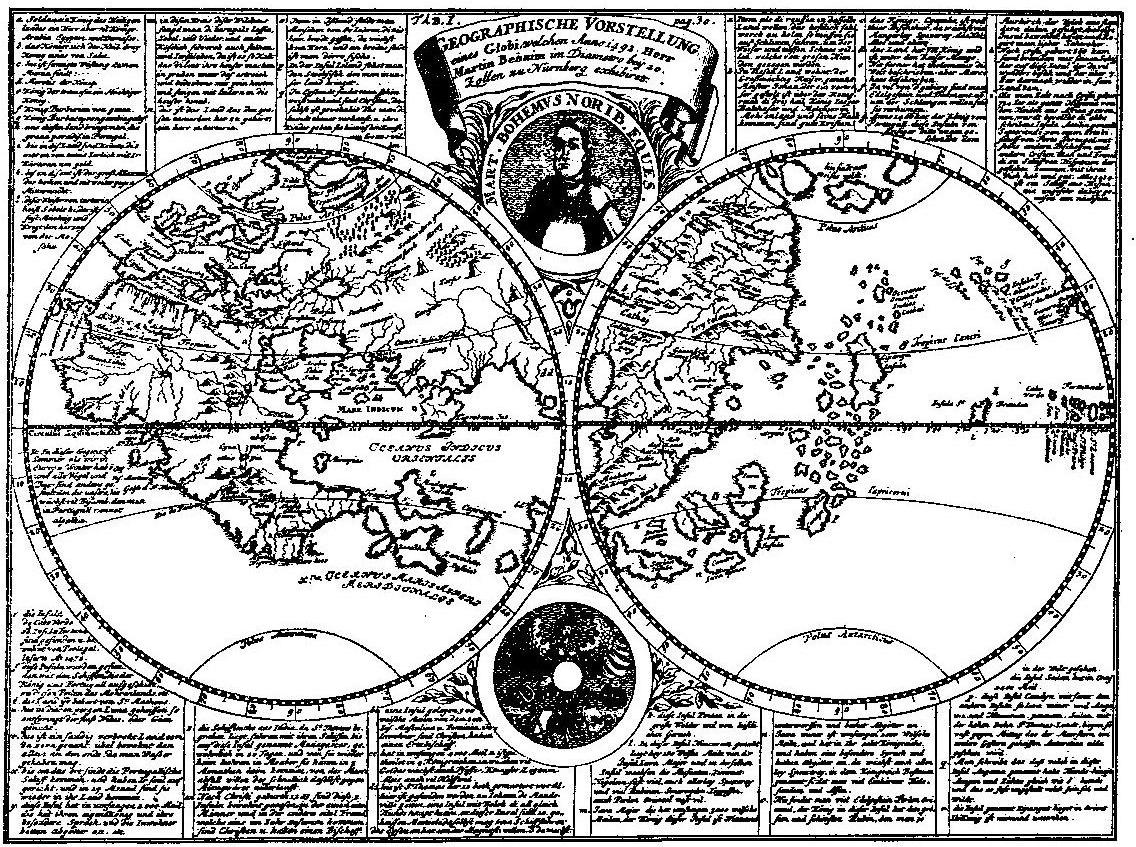
Проєкція Бегаймівського глобуса, 1492

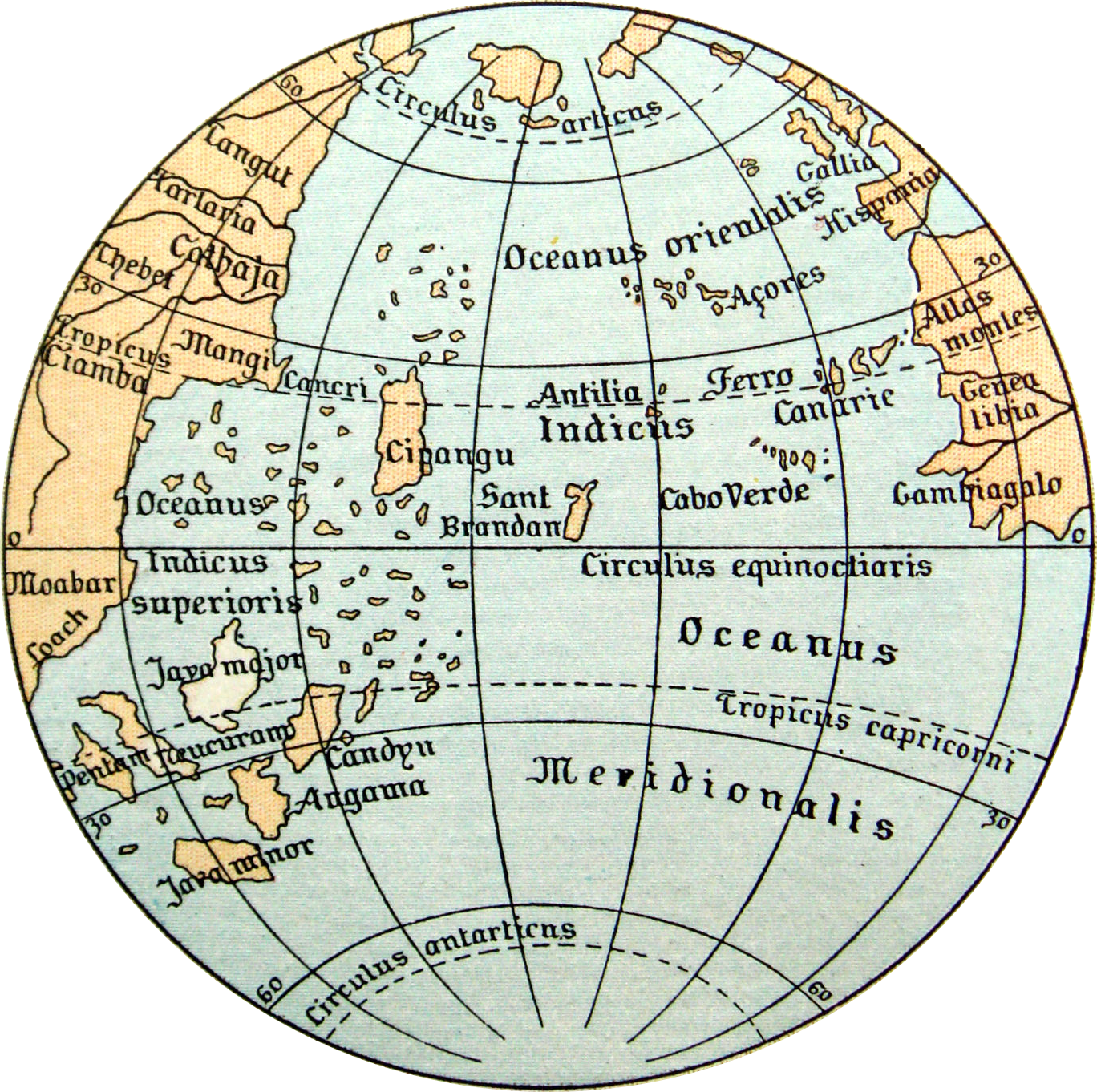
Океанічна область на глобусі Бегайма

«Земне яблуко» (нім. Erdapfel) — традиційна назва глобуса, створеного Мартіном Бегаймом в Нюрнберзі. Напис-присвята біля південного полюса свідчить, що глобус виготовлений в 1492 році на замовлення міської ради. Але насправді, за існуючими документами, він був виготовлений в 1493—1494 роках і міська рада тільки в 1494 році заплатила за його створення. Цей глобус є найстарішим зі збережених до наших днів.

## Виготовлення
Існують свідчення, згідно з якими глобус замислювався як зразок для виготовлення наступних друкарським способом, а також для спонукання купців фінансувати експедиції. Нюрнберзький вчитель математики Рупрехт Кольбергер обтягнув глиняну кулю тканиною і покрив її клеєм. Потім нюрнберзький художник і різьбяр Георг Глоккендон розмалював його, розділивши на 24 сегменти і позначивши два полюси, взявши за основу карту, куплену Бегаймом у Португалії.
Глобус Бегайма являє собою металеву кулю 507 мм в діаметрі, що відбиває знання європейців про навколишній світ на кінець XV століття, включаючи відкриття португальців в Західній Африці. На глобусі немає Нового Світу, але є Європа, велика частина Азії та Африки. Євразія представлена занадто витягнутою. Розташування Африки неточне. На карті відсутні вказівки щодо широти та довготи, але є екватор, меридіани, тропіки і зображення знаків зодіаку. Географічні помилки, що зустрічаються на карті, повторюють неточності карт Паоло Тосканеллі. Також представлені короткі описи різних країн і зображення їх жителів. Карта «Земного яблука» не враховує результати плавання Колумба, оскільки той повернувся до Європи не раніше березня 1493 року, а існування Америки як окремого континенту було доведено Амеріго Веспуччі близько 20 років по тому. Америка з'являється вже на наступному відомому нам глобусі, створеному Мартіном Вальдзеемюллером.
«Земне яблуко» — унікальне досягнення картографії пізнього Середньовіччя, як по точності карт, так і по наочності зображення. Глобус швидко став однією з міських визначних пам'яток і до XVI століття виставлявся в приймальному залі Нюрнберзької ратуші. Потім він перейшов у володіння сім'ї Бехаймів, а з 1907 р. експонується в Німецькому національному музеї Нюрнберга.